# Rheinmetall Rh-120

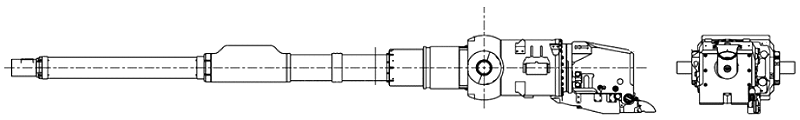
Schemat licencjonowanej armaty M256 z czołgu M1 Abrams

Rheinmetall Rh-120 – gładkolufowa armata zaprojektowana i produkowana przez niemiecką firmę Rheinmetall.
Działo zostało opracowane w odpowiedzi na radzieckie osiągnięcia w konstrukcji czołgów i rozwoju nowego opancerzenia. Produkcja rozpoczęła się w 1974 roku. Pierwsza wersja o długości 44 kalibrów (L/44) została zamontowana na niemieckim czołgu Leopard 2 i produkowana na licencji do amerykańskiego czołgu М1А1/M1A2 Abrams i innych. Amerykańska wersja, М256, wykorzystuje sprężynę powrotną zamiast układu hydraulicznego. Armata jest również produkowana na licencji do czołgów: japońskich Typ 90 (L/44), koreańskich K1A1 (KM256) i Mk. IV (MG253).
W latach 90. XX w. opracowano kolejną wersję L/55, która stała się standardowa armatą niemieckich czołgów Leopard 2A6. Armatę L/55 zamontowano również testowo na 2 brytyjskich czołgach Challenger 2.

## Cechy konstrukcyjne
Działo w wersji L/44 ma kaliber 120 mm, długość 5,28 m (44 kalibrów) i waży około 3317 kg, w wersji L/55 ma również kaliber 120 mm, ale długość 6,6 m (55 kalibrów).
Żywotność armaty dla amunicji ćwiczebnej PZ 541 została określona na 1000 do 1500 strzałów.